# Thomas Dickert
Thomas Dickert (* 23. Oktober 1958 in Regensburg) ist ein deutscher Jurist und seit 2018 Präsident des Oberlandesgerichts Nürnberg.

## Leben
Nach dem Abitur in Deggendorf studierte Dickert Rechtswissenschaften an der Universität Regensburg. In Regensburg absolvierte er auch das Referendariat und war ab 1987 Akademischer Rat beim Lehrstuhl für Steuerrecht. 1990 wurde er mit der Arbeit Naturwissenschaften und Forschungsfreiheit promoviert.
Dickert trat 1990 in den bayerischen Justizdienst und war zunächst am Bayerischen Staatsministerium der Justiz in der Strafrechtsabteilung tätig. Ab 1992 folgten Verwendungen als Staatsanwalt bei der Staatsanwaltschaft Ingolstadt sowie als Richter am Amtsgericht Pfaffenhofen an der Ilm. 1994 wurde er erneut ins Justizministerium berufen, um dort bis 1998 als Mitarbeiter in der Personalabteilung tätig zu sein. Danach gehörte er für ein Jahr einem Zivilsenat des Oberlandesgerichts München an. 1999 wechselte er als Ministerialrat wieder in die Personalabteilung des Justizministeriums. Von 2006 bis 2008  war er Präsident des Landgerichts Ingolstadt, kehrte dann aber wieder ins Staatsministerium der Justiz und für Verbraucherschutz zurück, um dort zunächst die Abteilung „Verbraucherschutz und Grundsatzfragen“ zu leiten. 2011 übernahm er dann als Ministerialdirigent die Leitung der Abteilung „Haushalt und Bau, Organisation, IT, Geschäftsstatistik“. Mit Wirkung zum 1. April 2018 wurde er zum Präsidenten des Oberlandesgerichtes Nürnberg ernannt.